# برودي مارتن
برودي مارتن (بالإنجليزية: Brodie Martin)‏ هو لاعب كرة قدم أسترالية أسترالي، ولد في 6 نوفمبر 1988 في مينينغي في أستراليا.

## وصلات خارجية
- برودي مارتن على موقع AustralianFootball.com (الإنجليزية)
- برودي مارتن على موقع AFLtables.com (الإنجليزية)